# Иосько, Михаил Иванович
Михаил Иванович Иосько (5 марта 1929, д. Бородичи — 20 февраля 1986, Минск) - советский журналист, историк и писатель-биограф, кандидат философских наук (1966).

## Биография
Родился 5 марта 1929 года в деревне Бородичи Зельвенского района Гродненской области Белорусской ССР, в семье крестьянина-бедняка.
До 1939 года окончил три класса польской начальной школы, после завоевания Западной Белоруссии Красной армией завершил обучение в русской школе. Во время гитлеровской оккупации не учился, помогал матери по хозяйству (отец умер в декабре 1941 года).
В 1949 году окончил Зельвенскую среднюю школу и поступил на философское отделение Белорусского государственного университета им. В. И. Ленина. 
Ещё до завершения учёбы в университете в апреле 1954 года был направлен на комсомольскую работу. В 1954—1956 годах — инструктор, заместитель заведующего отделом учащейся молодёжи и пионеров Минского ОК ЛКСМБ, первый секретарь Гресского райкома комсомола. Полгода работал инструктором орготдела Зельвенского райкома партии. Член КПСС с 1956 года. 
В середине 1957 года направлен на работу в Узбекскую ССР. Работал литературным сотрудником, заведующим отдела пропаганды, а затем замредактора Самаркандской областной газеты «Ленинский путь».
В 1963 году вернулся в Белорусскую ССР, в 1963—1966 годах учился в аспирантуре Белорусского государственного университета им. В. И. Ленина, и в мае 1966 года защитил кандидатскую диссертацию «Некоторые закономерности сближения наций СССР (по материалам отношений белорусской и узбекской наций)». 
Был оставлен работать в университете. С 1970 года доцент кафедры истории философии и логики. С 1966 года читал лекционные курсы по истории философии на философском отделении. С октября 1984 года и до смерти в 1986 году — доцент кафедры научного коммунизма Минского института культуры.
Умер в 1986 году в Минске.

## Труды
Работая в областной газете в Самарканде, встречался с известными людьми: Фиделем Кастро, с космонавтом Павлом Поповичем, писателем Константином Симоновым, маршалом Семеном Михайловичем Буденным, генеральным секретарем ЦК КПСС Н. С. Хрущевым, академиками И. М. Муминовым, Вохидом Абдуллаевым, первым секретарем ЦК Компартии Узбекистана Ш. Р. Рашидовым, французским писателем и публицистом, сотрудником «ЮМАНИТЕ» Андре Вюрмсером, французской писательницей Л.Мамиак (В 1960 вышла книга очерков «СССР с открытым сердцем» А.Вюрмсера и Л. Мамиак, рус. пер. 1961).
Работая заместителем главного редактора областной самаркандской газеты «Ленинский Путь», вел большую исследовательскую работу по поиску героев гражданской войны, Героев Советского Союза и Героев Социалистического труда — уроженцев Самарканда. Делом жизни стали поиски тех, кто оказался незаслуженно забытым или того хуже — оклеветанным, о чьих делах и подвигах должны знать потомки. Результатом этих исследований стали книги «Славные сыны Самарканда» (Короткие рассказы о подвигах самаркандцев — Героев Советского Союза на фронтах Великой Отечественной войны) (1963 г.) и «Звезды Самарканда» (1968 г.).
В 1961—1962 годах в восьми номерах газеты «Ленинский путь» опубликована документальная повесть М. И. Иосько «Бергенская эпопея» о Николае Васильевиче Садовникове — хирурге из города Джизак, который в 1945 году возглавил восстание 1200 военнопленных в фашистском лагере Лагсевог близ норвежского Бергена и вывел их на свободу.
Основным трудом своей жизни считал работу над книгой «Николай Судзиловский-Руссель. Жизнь, революционная деятельность и мировоззрение», вышедшей в издательстве БГУ (г. Минск), в 1976 году. До сегодняшнего дня эта книга является единственной монографией о жизни и революционной деятельности народовольца, первого президента Гавайских островов Николая Судзиловского-Русселя, вышедшей на русском языке.
После выхода книги, в 1978—1979 годах, встречался в Минске и Москве с автором первой в мире книги о Судзиловском, профессором токийского университета Харуки Вада, двухтомная монография которого «Народник Н. К. Руссель» вышла в свет в 1973 году. Получил многочисленные отзывы на свою книгу. В том числе от сына писателя Новикова-Прибоя, который встречался с Судзиловским в Японии, от писателя-публициста научного сотрудника главной библиотеки Конгресса США Роберта Аллена, корреспондента «Правды» в США, известного советского журналиста-международника Бориса Стрельникова, народного писателя Белоруссии Ивана Малежа, от И. П. Масленниковой, внучки Н. К. Судзиловского-Русселя.
После издания книги переписывался с детьми, внуками и племянниками Н. К. Судзиловского, другими членами семьи, однофамильцами. Собрал обширный материал о потомках доктора Русселя для книги «По следам Судзиловских», которая так и не была завершена.

## Семья
Отец - Иван Павлович Иосько (1897 - 1941)
Мать - Елена Тимофеевна Иосько (девичья фамилия Велесевич) (28.12.1989 - 09.04.1975)
Брат - Николай Иванович Иосько (21.03.1927 - 27.05.1977)
Сестра - Лидия Ивановна Иосько (по мужу Роговцова) (06.05.1936 - 27.05.2023)
Жена — Александра Сергеевна Шавлюкевич (15.04.1931—24.03.2023) — ассистент кафедры истории КПСС естественных факультетов БГУ;
Дочь - Ольга Михайловна Пиотровская (Иосько) (1956, г. Греск.). журналист, проживает в г. Санкт-Петербурге.